# NGC 2061
NGC 2061 (również ESO 363-**16) – grupa gwiazd znajdująca się w gwiazdozbiorze Gołębia, prawdopodobnie gromada otwarta. Odkrył ją John Herschel 9 stycznia 1836 roku. Znajduje się w odległości ok. 1768 lat świetlnych od Słońca oraz 28,7 tys. lat świetlnych od centrum Galaktyki.